# Аламанчева, Мариана
Мариана Аламанчева (23 мая 1941, София, Болгария — 15 января 2018, там же) — болгарская актриса театра, кино и телевидения.

## Биография
Окончила Академию машиностроения. С 1964 года обучалась театральному и киноискусству в Высшем институте театрального искусства.
Позже играла на сцене Болгарского театра сатиры. С 1969 года снималась в кино.
М. Аламанчева входила в число участников популярных мюзиклов Болгарского национального телевидения «Цивилизация криптолога» (1974) по классической пьесе Добри Войникова и «Вражалец» (1976).
В 2017 году была награждена Министерством культуры Болгарии почётной премией «Золотой век» в категории «Звезда».

## Избранная фильмография
- 1969 — Мужчины в командировке / Мъже в командировка — Виолетта, художница
- 1969 — Свобода или смерть / Свобода или смърт
- 1970 — Особое мнение / С особено мнение
- 1974 — Последний холостяк / Последният ерген
- 1974 — Крестьянин на велосипеде / Селянинът с колелото
- 1975 — Не уходи! / Не си отивай! — учительница
- 1976 — Две диоптрии дальнозоркости / Два диоптъра далекогледство